# Phil Smyth
Philip John Smyth (Adelaida, 11 de mayo de 1958) es un exjugador y exentrenador de baloncesto australiano]]. Fue miembro de la selección de baloncesto de Australia, equipo con el que participó de cinco ediciones del Campeonato Mundial de Baloncesto y de cuatro ediciones de los Juegos Olímpicos de Verano.

## Trayectoria

### Jugador

#### Clubes
Smyth jugó para los Sturt Sabres hasta 1981, haciendo su debut en la NBL recién en 1982, luego de ser contratado por los St. Kilda Saints, un equipo de Melbourne. En su primera temporada en la máxima categoría del baloncesto profesional australiano fue reconocido como el Mejor Jugador Defensivo de la liga, galardón que volvería a recibir en tres ocasiones más. 
Fichó luego con los Canberra Cannons, donde jugaría entre 1982 y 1992. Allí se consagró campeón de la NBL en tres ocasiones: 1983, 1984 y 1988, siendo uno de los hombres más destacados de su equipo. 
Pese a que ya era un jugador de avanzada edad, retornó a su ciudad natal para unirse a los Adelaide 36ers en 1993. Jugó las siguientes dos temporadas en ese equipo, dándole protagonismo en el campeonato.
Por desavenencias con el entrenador dejó a los 36ers en 1995 y fichó con los Sydney Kings. Sin embargo no llegó a culminar su última temporada como jugador profesional, debido a que una lesión lo sacó de competición a la mitad del torneo.
En 1997 fue incluido en el Salón de la Fama Deportivo de Australia, como reconocimiento a su exitosa carrera.

#### Selección nacional
Smyth jugó con la selección de baloncesto de Australia en cinco ediciones del Campeonato Mundial de Baloncesto: Filipinas 1978 donde terminaron 7.°, Colombia 1982 donde terminaron 5.°, España 1986 donde terminaron 17.°, Argentina 1990 donde terminaron 7.°, y Canadá 1994 donde terminaron 5.°. Es uno de los 11 jugadores internacionales que han alcanzado a tener tanta presencia en ese torneo a lo largo de la historia.
Asimismo Smyth participó de cuatro ediciones del torneo de baloncesto masculino de los Juegos Olímpicos de Verano: Moscú 1980 donde terminaron 8.°, Los Ángeles 1984 donde terminaron 7.°, Seúl 1988 donde terminaron 4.°, y Barcelona 1992 donde terminaron 6.°. En ese último certamen se produjo una polémica luego de que la prensa malinterpretara lo que había declarado sobre la enfermedad que padecía Magic Johnson.

### Entrenador
En 1998 fue contratado como entrenador de los Adelaide 36ers, algo que resultó un tanto sorpresivo dado que Smyth tenía una muy escasa experiencia como entrenador luego de haber trabajado con jugadores juveniles en el Instituto Australiano de Deportes durante algunos de los años en los que vivió en Canberra. Sin embargo la actuación de Smyth al frente de su equipo fue satisfactoria, ya que conquistó en tres ocasiones el título de la NBL. Dejó el cargo tras una década de trabajo, dedicándose luego a comentar baloncesto en la televisión web de su país.
En 2020 se rumoreó que Smyth volvería al banquillo de los 36ers, pero rechazó la propuesta.
También entrenó a la selección de baloncesto de Australia en 2001, pero sólo ocupó el cargo durante ocho meses, renunciando luego de que su equipo fallara a la hora de conseguir la clasificación al Campeonato Mundial de Baloncesto de 2002, algo que nunca antes les había sucedido a los australianos desde que empezaran a jugar el torneo en 1970.